# Centrum voor Levende Talen
Het Centrum voor Levende Talen (CLT) in Leuven is een door de Vlaamse overheid erkend Centrum voor Volwassenenonderwijs (CVO) gespecialiseerd in taalonderwijs. Het CLT werd opgericht in 1973 en is gelieerd aan de Katholieke Universiteit Leuven.

## Talen
Aan het CLT geeft men les in de volgende vreemde talen: Afrikaans, Arabisch, Bulgaars, Chinees, Deens, Duits, Engels, Fins, Frans, Grieks, Hebreeuws, Hongaars, Italiaans, Japans, Koreaans, Noors, Pools, Portugees, Roemeens, Russisch, Spaans, Turks, Vlaamse Gebarentaal, Oekraïens en Zweeds. 
De vreemde talen met de grootste studentenaantallen zijn Frans, Spaans en Engels.
In 2019 fuseerde het CLT met CVO Mobyus Talen. Sindsdien biedt het CLT ook lessen Nederlands als tweede taal aan.

## Docenten
Het CLT kan een beroep doen op lesgevers die eveneens vreemde talen doceren op universitair niveau aan de Katholieke Universiteit Leuven. Voor sommige cursussen is het zelfs zo dat cursisten van het CVO in dezelfde klas zitten als de studenten aan de universiteit, waarvoor een taalcursus op het curriculum staat.

## Studieniveaus
Studenten kunnen aan het instituut taalcursussen volgen op vier verschillende richtgraden, conform het Gemeenschappelijk Europees Referentiekader voor Talen (CEFR). Het CLT reikt de aan deze richtgraden verbonden officieel erkende certificaten uit.
Afhankelijk van de taal zijn er tot acht verschillende leerjaren. Nieuwe studenten kunnen ofwel met het eerste jaar van een taal starten, ofwel in een hoger jaar na het afleggen van een plaatsingstoets..

## Schooljaar
Voor de reguliere cursussen geldt dat het schooljaar voor de meeste leerjaren loopt van september tot mei. Het jaar kent semestriële examenperiodes: er is een tussentijds examen in de tweede helft van januari en een afsluitend examen in de tweede helft van mei.

## Andere cursusvormen
Het CLT schakelt men ook in voor de organisatie van voorbereidende of vakantiecursussen voor studenten die van plan zijn een universitaire studie aan te vatten waar talen een belangrijke rol spelen. Bijvoorbeeld "opfrissingscursus Duits" voor wie aan de studie van een Germaanse taal wil beginnen, maar zich onvoldoende voorbereid voelt vanuit het secundair onderwijs.

## Subsidiëring
Het onderwijs aan het CLT wordt door de Vlaamse overheid gesubsidieerd en studenten kunnen gebruikmaken van betaald educatief verlof en opleidingscheques voor werknemers.

## Trends
Door de jaren heen blijft het totaal aantal talen en klassen geleidelijk toenemen. In het seizoen 2009-2010 waren er 14 vreemde talen en 241 klassen, tegen 18 en 252 in 2015-2016. In 2009-2010 was Spaans nog de grootste taal met 49 klassen, gevolgd door Frans met 48. In 2015-2016 was Frans met 54 klassen met enige voorsprong de grootste. De trend bij Spaans, Arabisch en Chinees is dalend, die bij Frans, Italiaans en Japans is stijgend.

## Gebouw
Het Centrum voor Levende Talen is gevestigd in het voormalige Instituut voor Fysiologie dat in 1915 in opdracht van de Leuvense universiteit werd gebouwd. Aanvankelijk waren hier de laboratoria van de departementen biologische en fysiologische scheikunde, en experimentele fysiologie gevestigd. Op het einde van de jaren 1950 werd het gebouw uitgebreid met een auditorium en leslokalen. Na jaren van leegstand werd het gebouw in 1996 volledig gerenoveerd en trok het CLT erin.

## Afbeeldingen CLT-gebouw

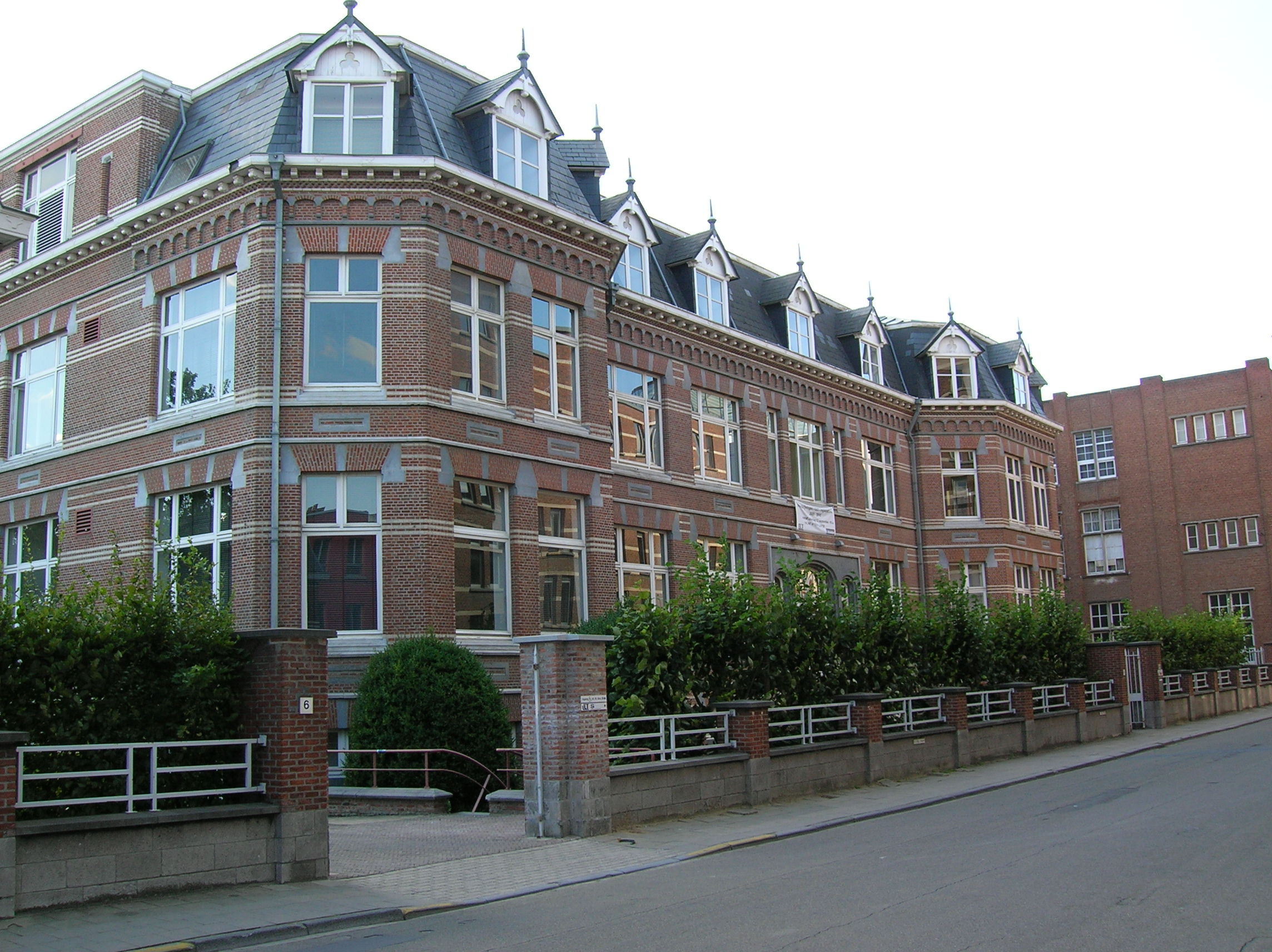
Voorgevel links
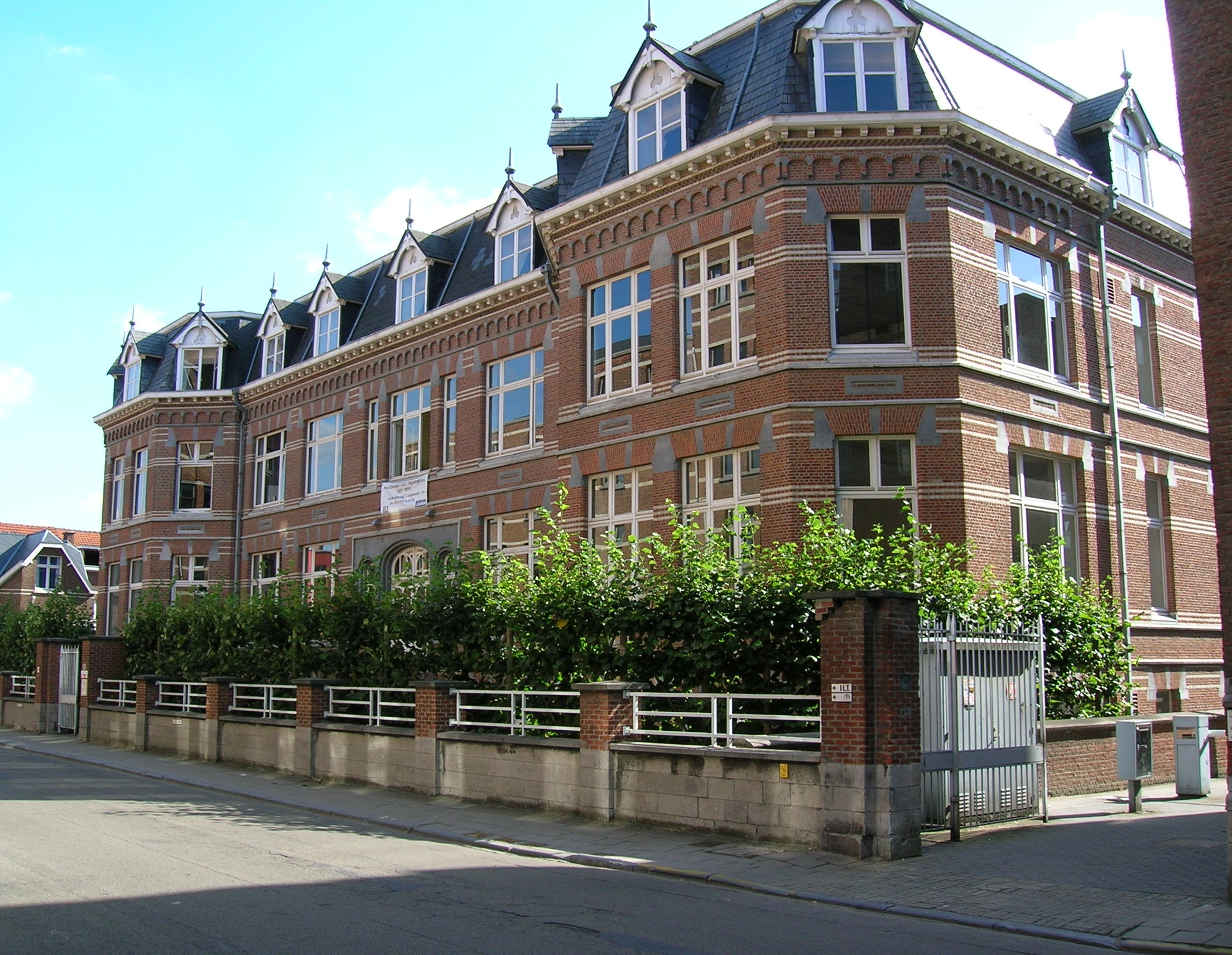
Voorgevel rechts
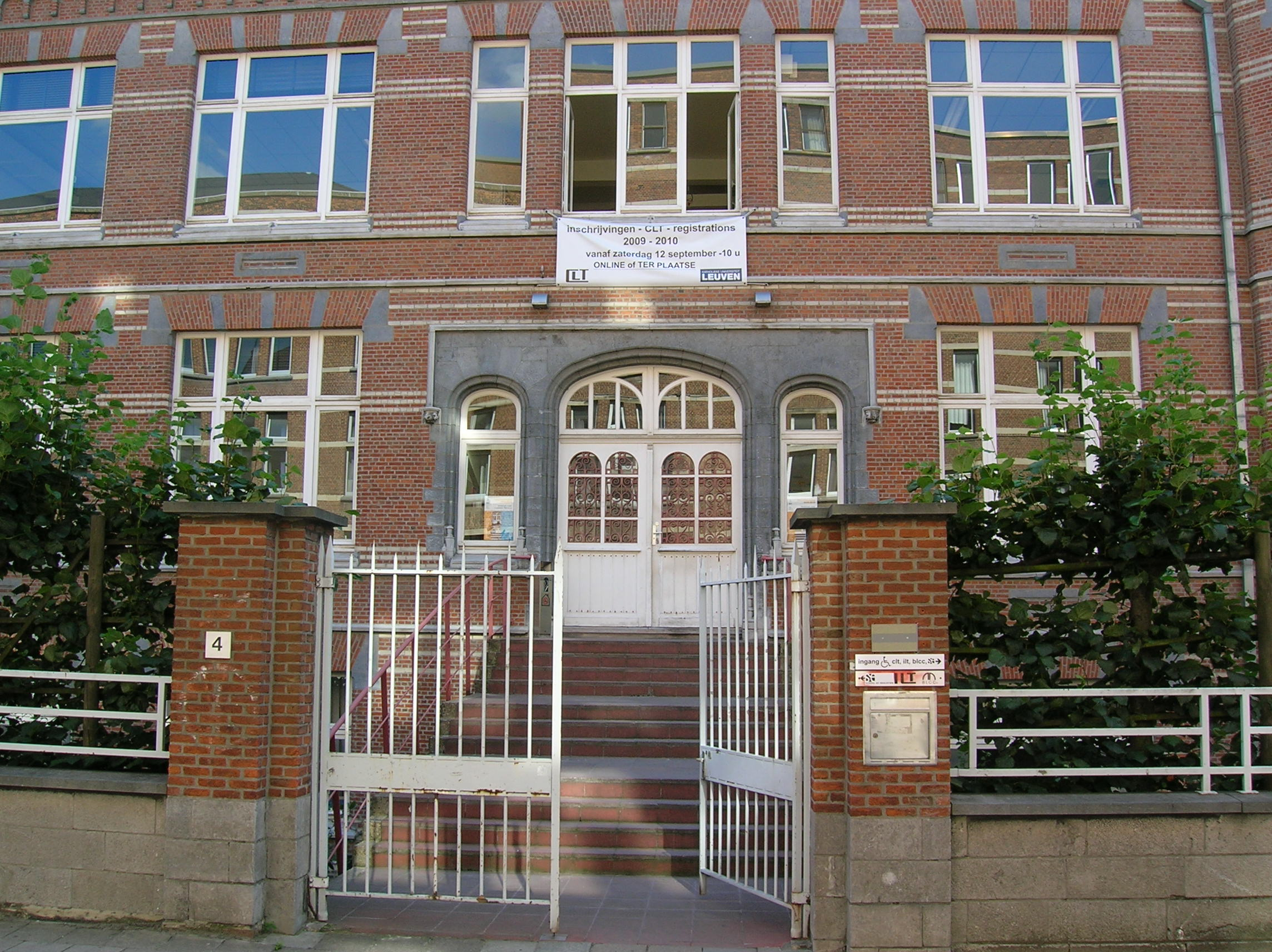
Toegangspoort
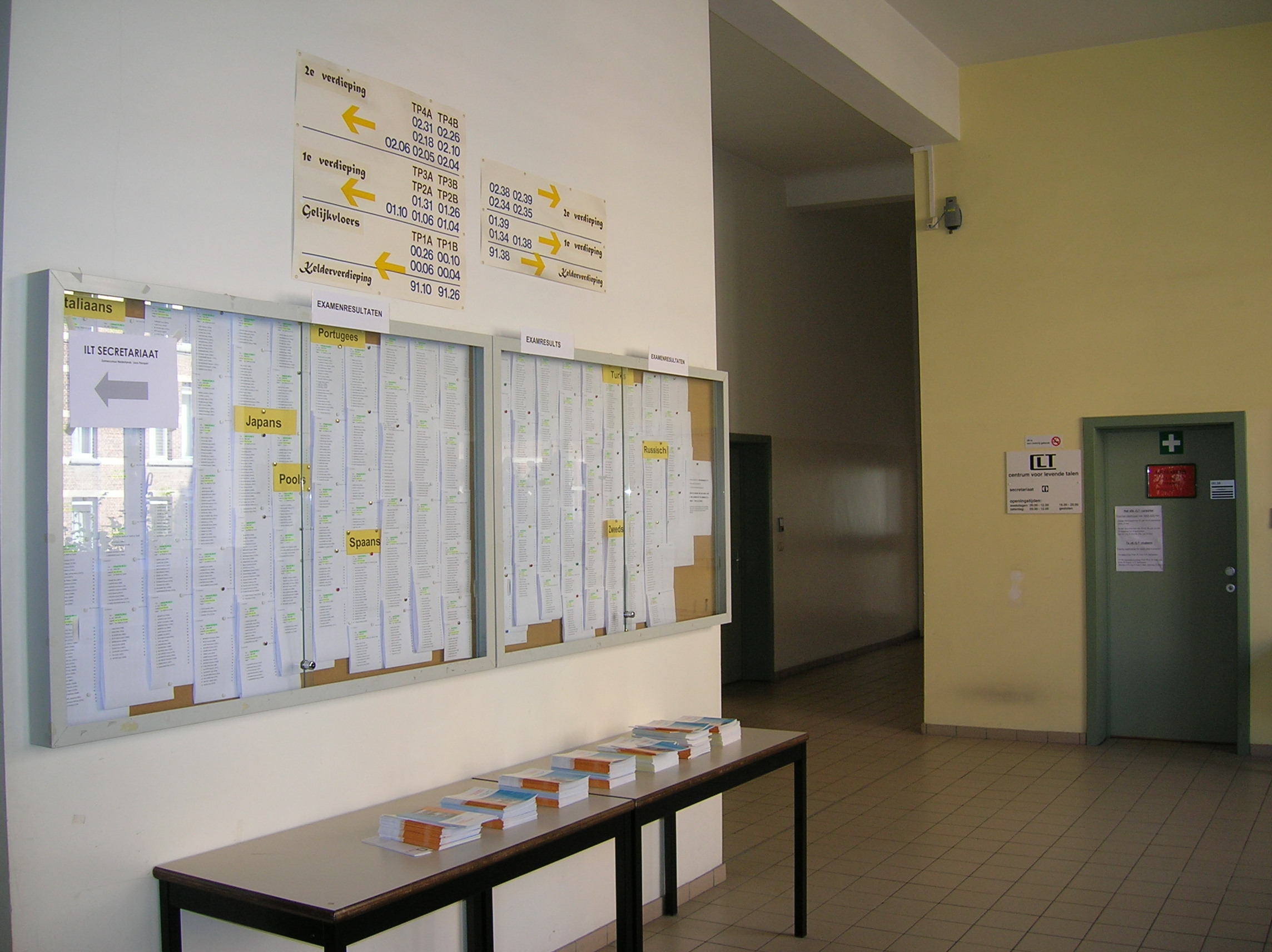
Inkomhal, informatiebord
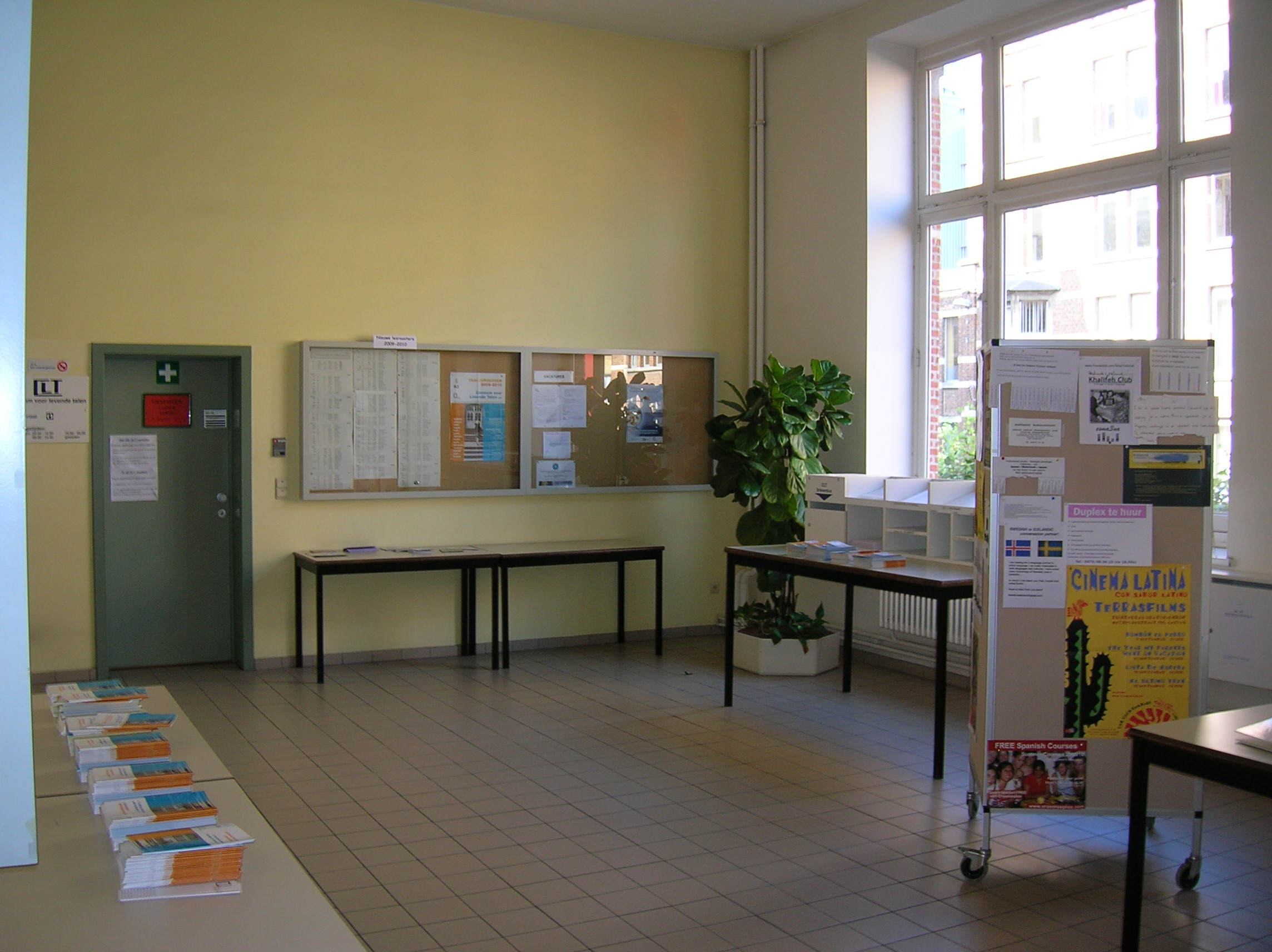
Inkomhal, informatiemateriaal
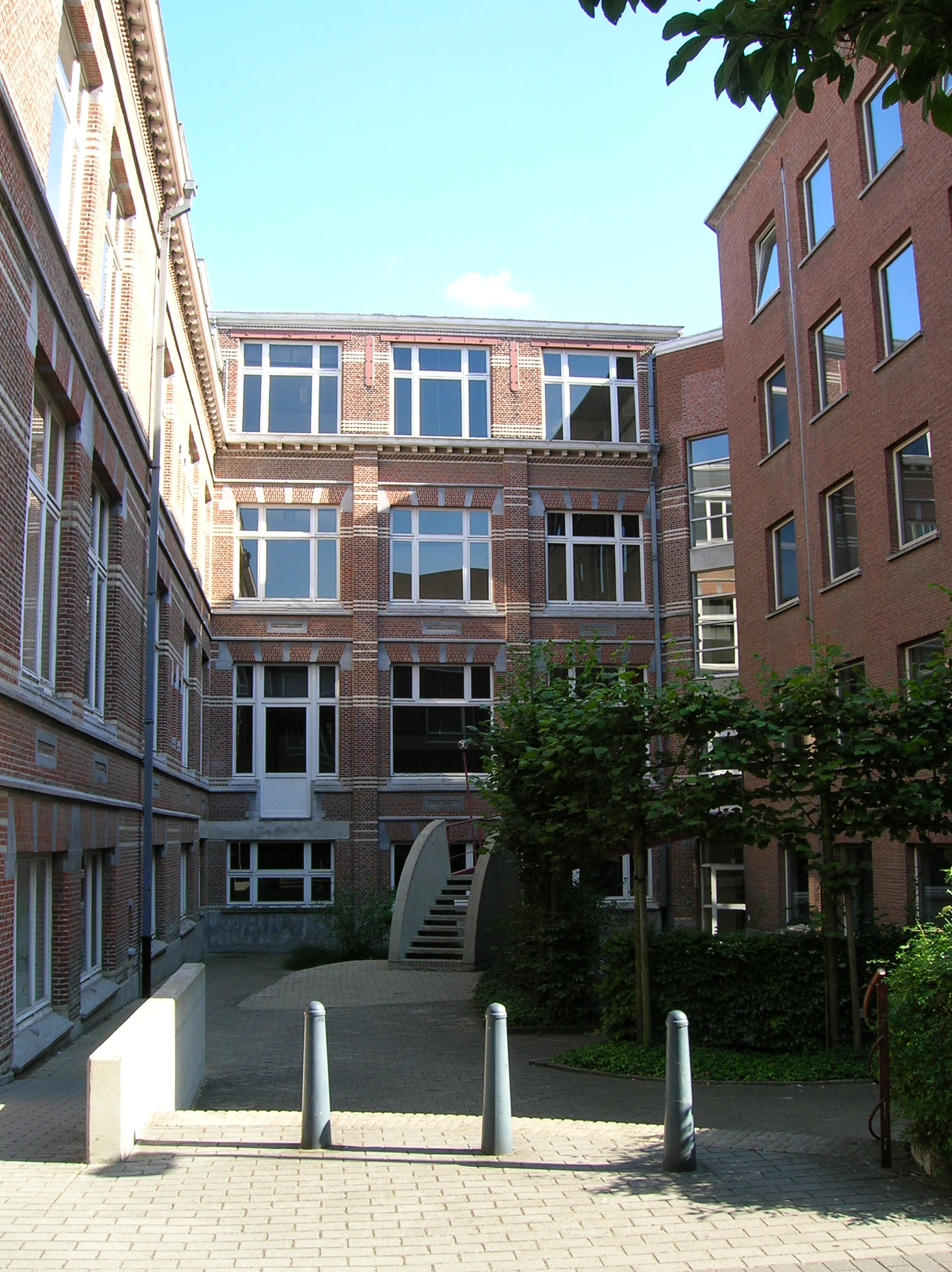
Zijingang rechts
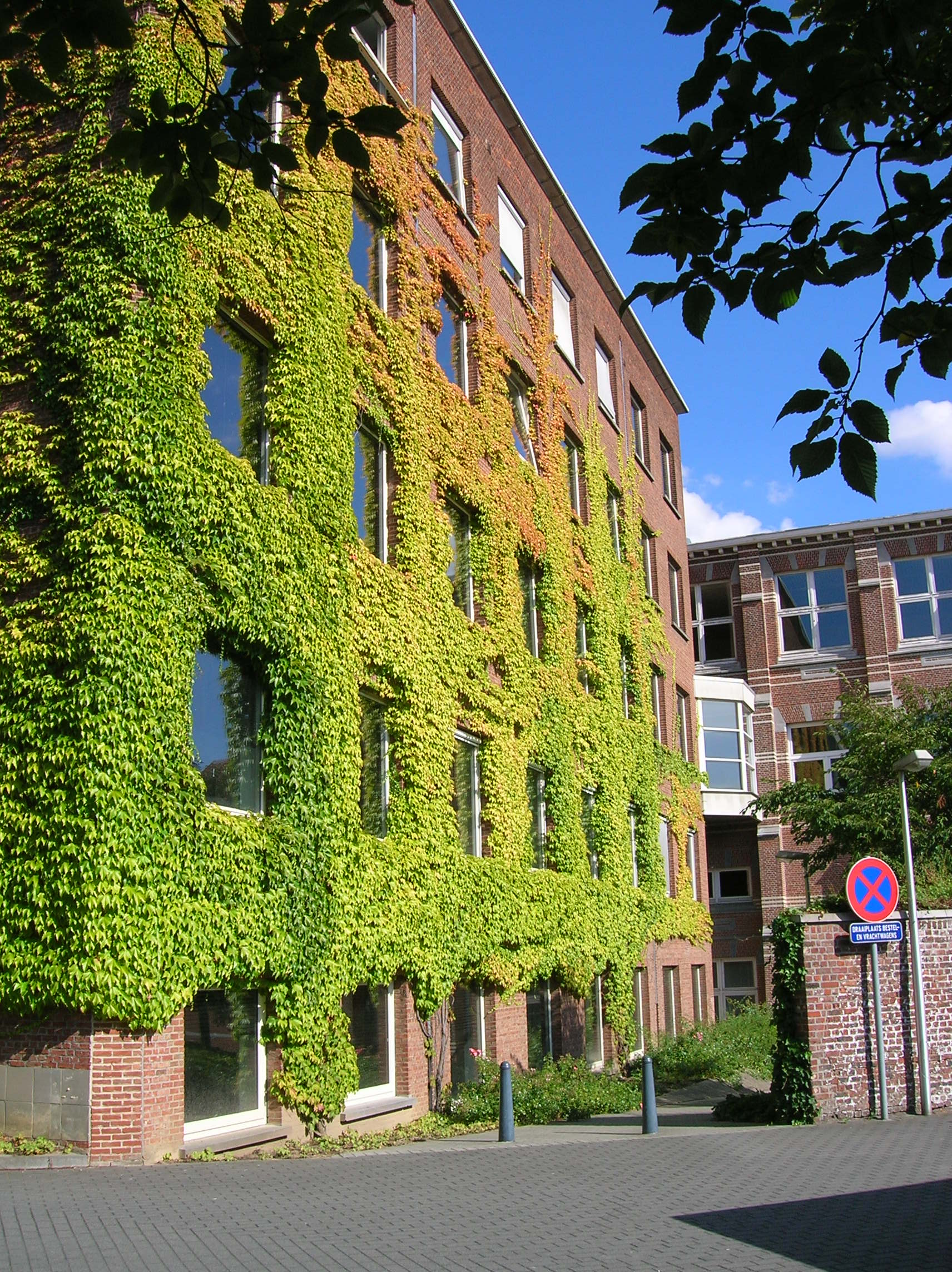
Achteringang met klimop